# N-back
El n-back es una prueba o actividad interactiva continua que permite medir o poner en forma la memoria de trabajo, inteligencia fluida y concentración del individuo que la practique con frecuencia. Generalmente es implementado en aplicaciones de computadoras, aunque también ha sido implementado en dispositivos y consolas portátiles de juegos. introducida en el modelo de Friedman y Miyake

Fue introducida por Wayne Kirchner en 1958.

## Funcionamiento
En el principio, una figura aparece por poco tiempo en la pantalla y, tras desaparecer y aparecer de nuevo, el individuo debe señalar si la figura sigue donde estaba y, en cualquiera de los casos, memorizar la nueva posición de la figura para así continuar sucesivamente con el próximo ciclo. El nivel de dificultad se incrementa cuando se le pide al individuo señalar si la posición de la figura hace cierto número de ciclos atrás es la misma. El juego adquiere el nombre de 1-back, 2-back, etc. según el número de ciclos que se pida memorizar y recordar al individuo respecto a los ciclos anteriores.
Existen variantes más elaboradas de esta actividad como es el caso del Dual n-back. Este último introduce la audición.

## Dual n-back y otras variantes
Dual n-back funciona de manera muy similar a la variante primigenia de esta actividad pero involucra más de un sentido o aspecto a ser memorizado, ya sea el color de la figura, su forma, etc. Cuando involucra además lo auditivo, puede incluir además la memorización de letras, notas musicales, ruidos, etc.
Fue propuesto por Susanne Jaeggi et al. en 2003.

## Investigaciones
En una investigación de Jaeggi del 2008, se afirma que esta actividad aumenta la inteligencia fluida, la cual fue medida de diversas maneras. Metaanálisis de 2014 lo confirma. Esto trajo la atención de la actividad y lo popularizó.
En 2009 se reportó para esta actividad que 14 horas de formación por más de 5 semanas da lugar a cambios en la densidad mensurables para neurorreceptores de dopamina cortical.